# Solarium

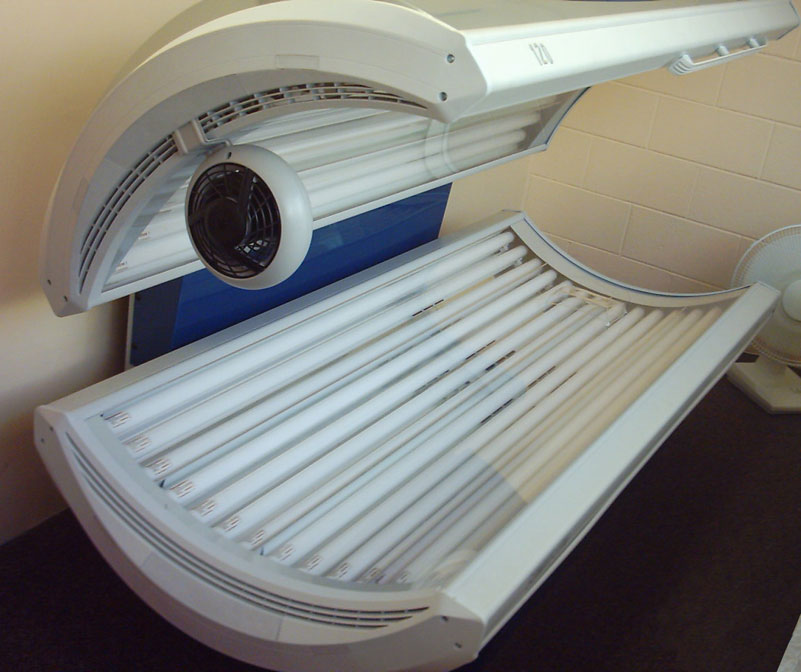
Moderno solarium

Il solarium (latino, derivato di sol-solis, il sole; propr. "luogo soleggiato") è un impianto tecnico che si serve dei raggi ultravioletti, per lo più di tipo "A" (UV-A), per irradiare il corpo umano a scopi terapeutici o per indurre un'abbronzatura artificiale.

## Descrizione
Un solarium, che per la legge n. 1 del 1990, recante disciplina dell'attività di estetista, deve sempre essere abbinato alla licenza di estetica, è composto da cabine con all'interno le lampade abbronzanti che possono essere ad alta o a bassa pressione, i primi sono quei solarium dotati di lampade con abbinata una parabola riflettente (generalmente in alluminio) con davanti un filtro blu, i secondi sono composte da neon da 160 W o 180 W che possono avere diverse miscele di UV-A e UV-B.

### Tipi
Le lampade abbronzanti emettono in prevalenza raggi UV-A, e in alcuni casi raggi UV-B. Per questo motivo, si distinguono in 2 tipi:
- a bassa pressione: oltre ai raggi UV-A (ultravioletti di tipo "A") emettono il 2% di raggi UV-B (tipo "B"). Sono caratterizzate dalla presenza di tubi al neon che possono arrivare a una lunghezza di 2 metri, con una potenza da 100 a 160 watt. I tempi di esposizione devono essere di massimo 10 minuti.
- ad alta pressione: emettono principalmente raggi UV-A ed una percentuale minima di raggi UV-B. Presentano bulbi montati dentro una parabola riflettente ed hanno una potenza di 400 watt. I tempi di esposizione non devono superare i 15 minuti.

### Limiti d'uso
L’utilizzo delle lampade abbronzanti è soggetto ad alcune restrizioni e limiti d'impiego. In particolare ne è vietato l'uso a minori di 18 anni, donne in stato di gravidanza, persone che soffrono o hanno sofferto di tumori della pelle e persone con la pelle molto chiara che si scottano facilmente e non si abbronzano.
L’uso delle lampade abbronzanti è inoltre sconsigliato a persone con un elevato numero di nei, persone che hanno avuto ustioni solari in epoca pediatrica e adolescenziale, persone che assumono farmaci o persone con cattiva circolazione o che soffrono di sbalzi di pressione.

## Rischi

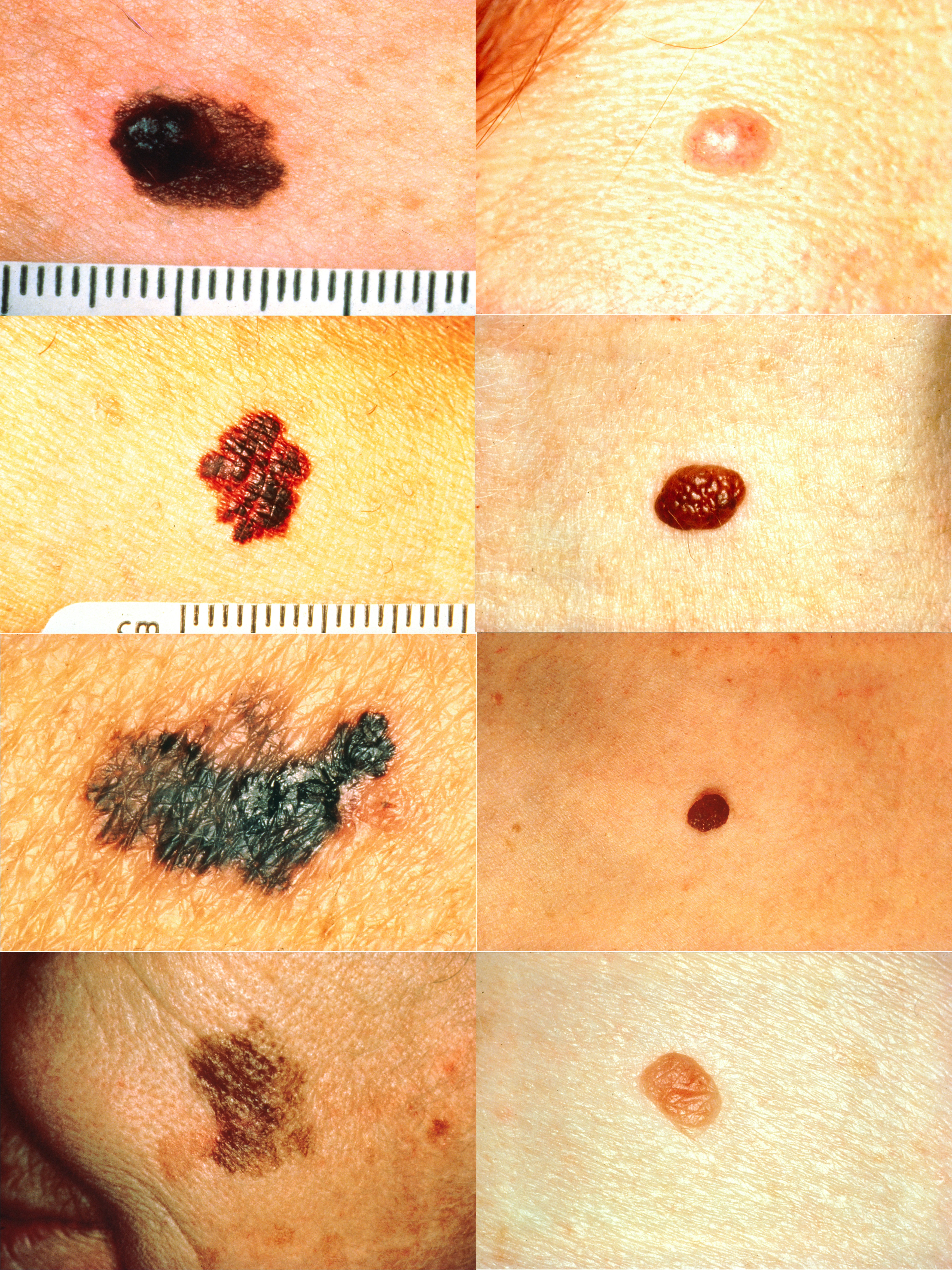
Secondo alcuni studi le lampade solari aumentano considerevolmente il rischio di tumori alla pelle, tra cui il melanoma.

Nel mese di luglio 2009, il CIRC ha pubblicato un rapporto che colloca i solarium, comunemente noto come "lampada", nella più alta categoria di rischio definendoli cancerogeni per gli esseri umani. L'agenzia, che è parte dell'OMS, aveva precedentemente situato i solarium nella categoria "probabilmente cancerogene". 
Nel luglio 2017 uno studio dell'Organizzazione Mondiale della Sanità afferma che "i lettini solari sono pericolosi per la nostra salute". Nello stesso studio si afferma inoltre che i benefici derivanti dalla produzione di vitamina D sono superati dagli effetti negativi e si consiglia l'assunzione della vitamina D tramite l'alimentazione.

### Normativa
- Legge n. 1 del 1990, su normattiva.it.